# 웨스턴 신학교 (1927년)
웨스턴 신학교(Western Seminary)는 1927년에 세워진 미국의 복음주의 신학교이다. 보수주의 침례교 연합(Conservative Baptist Association)이 오리건주 포틀랜드에 세운 학교이다.
캠퍼스는 포틀랜드와 캘리포니아주 새너제이, 새크라멘토에 있다. 새너제이 캠퍼스는 1886년에, 애리조나주 피닉스 캠퍼스는 1988년에 세워졌으며, 새크라멘토 캠퍼스는 1911년에 문을 열었다. 1992년에는 워싱턴주 시애틀에도 캠퍼스를 개설했다. 피닉스와 시애틀 캠퍼스는 이후 별도의 신학교로 독립하였다.
석사 학위와 박사 학위를 수여하며 통신 과정도 제공한다. 통신 과정은 1981년부터 제공하기 시작했다. 웨스턴 신학교는 평생교육 센터를 설치하여 DVD나 CD-ROM과 같은 매체를 적극적으로 활용하고 있다.
유명 졸업생으로 신학자 마크 베일리, 목회자이며 작가로도 유명한 마크 드리스콜과 브루스 윌킨슨, 이머징 교회의 댄 킴볼 등이 있다. 한국의 횃불트리니티신학대학원대학교의 총장인 김윤희박사가 이 학교의 출신이다. 